# ロサンゼルス・レイカーズの選手一覧
ロサンゼルス・レイカーズの選手一覧（ロサンゼルス・レイカーズのせんしゅいちらん）
ロサンゼルス・レイカーズは、カリフォルニア州ロサンゼルスを拠点とするアメリカのプロバスケットボールチームである。1947年にミシガン州デトロイトで設立され、その後ミネソタ州ミネアポリスに移動した。

## 年代別選手
1940年代
- ジョージ・マイカン 99 (George Mikan) (C)
- マイク・ブルーム 11 (Mike Bloom) (C)(F)
- ドン・カールソン15(Don Carlson) (G)(F)
- ジャック・ドワン 19　(Jack Dwan) (F)(G)
- レイ・エルフソン 18　(Ray Ellefson) (C)
- アーニー・フェリン 18　(Arnie Ferrin) (F)(G)
- ドニー・フォーマン 22　(Donnie Forman) (G)
- アール・ガードナー 14　(Earl Gardner) (F)
- トニー・ジャロス 13　(Tony Jaros) (F)(G)
- ジョニー・ヨルゲンセン 16　(Johnny Jorgensen) (G)(F)
- ホワイティ・カハン 20　(Whitey Kachan) (G)
- ジム・ポラード 17　(Jim Pollard) (SF)
- ヘルム・シェーファー 24　(HermSchaefer) (G)(F)
- ドン・スミス 12 (Don Smith) (G)(F)
- ジャック・ティングル19 (Jack Tingle) (F)
- ポール・ワルサー 14 (Paul Walther) (SG)
- ジーン・スタンプ 12 (Gene Stump) (F)(G)
- ヴァーン・ミッケルセン 19 (Vern Mikkelsen) (PF)
- スレーター・マーティン 22 (Slater Martin) (PG)
- ビリー・ハセット 11 (Billy Hassett) (G)
- ボブ・ハリソン 16 (Bob Harrison) (G)
- バド・グラント 14-20 (Bud Grant) (F)
- ノーミー・グリック 20 (Normie Glick) (F)

1950年代
1960年代
- ジェリー・ウエスト 44 (Jerry West) (C)
- ウィルト・チェンバレン 13  (Wilt Chamberlain) (C)

1970年代
- カリーム・アブドゥル＝ジャバー 33 (Kareem Abdul-Jabbar) (M)(C)
- マジック・ジョンソン 32 (Magic Johnson)(M)(C)

1980年代
1990年代
- シャキール・オニール 34(Shaquille O'Neal) (M)(C)
- コービー・ブライアント 8 , 24(Kobe Bryant)(M)(C)
- デレック・フィッシャー (Derek Fisher)(C)

2000年代
- ラマー・オドム (Lamar Odom)(C)
- トレバー・アリーザ (Trevor Ariza)   (C)
- パウ・ガソル (Pau Gasol) (C)
- メッタ・ワールド・ピース (Metta World Peace) (C)

2010年代
- スティーブ・ナッシュ Steve Nash)
- ジェレミー・リン (Jeremy Lin)
- レブロン・ジェームズ (LeBron James)
- アンソニー・デイビス(Anthony Davis)

2020年代